# Seduction of the Innocent
Seduction of the Innocent é um livro do psiquiatra alemão Fredric Wertham, publicado em 1954, que alertou os leitores sobre a tese das revistas em quadrinhos serem um forma ruim de literatura popular e um sério fator da delinquência juvenil. O livro causou um rebuliço entre os pais americanos e influenciou uma campanha para a censura desse tipo de publicações. Ao mesmo tempo, o Congresso americano lançou uma investigação tendo como foco a indústria de quadrinhos. Logo após a publicação de Seduction of the Innocent, o Comics Code Authority ou Código dos quadrinhos foi elaborado pelos próprios editores, que passaram a regular o conteúdo do setor e se autocensurarem.

## Visão geral e argumentos
Seduction of the Innocent traz inúmeras citações de revistas publicadas, que aludiriam a violência, sexo, uso de drogas e outros assuntos adultos, reunidos todos sob o jargão usado pelo autor de "quadrinhos de crime" — que servia para que Wertham incluísse além das populares histórias de gângster/assassinatos, também super-heróis e horror. 
Os quadrinhos, especialmente os de crime/horror publicados pioneiramente pela EC, tiveram os desenhos largamente reproduzidos por Wertham, que disse que os mesmos "feriam os olhos". Várias outras conjecturas foram feitas sobre as imagens e enredos, particularmente os que supostamente traziam menções sobre sexo (é sempre lembrada a alusão de que Batman e Robin mantivessem uma relação homossexual). Wertham também afirmou que a Mulher Maravilha tinha um subtexto de "servidão sexual" que foi bem documentado, com o próprio criador William Moulton Marston admitindo essa possibilidade; contudo, Wertham também disse que a força e a independência da Mulher Maravilha a caracterizavam como lésbica. Naquela época, a homossexualidade ainda era vista como um transtorno mental pelo Manual Diagnóstico e Estatístico de Transtornos Mentais. Wertham também afirmou que o Superman era antiamericano e fascista.

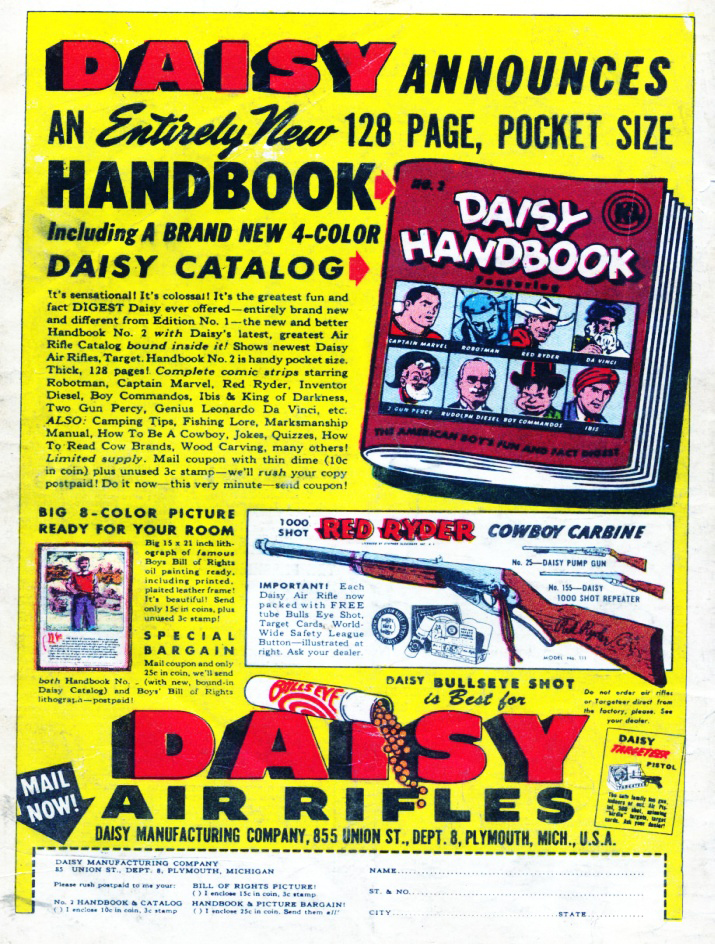
Annúncio da fabricante de armas de ar comprimido Daisy Outdoor Products. Wertham criticava a presença de anúncios de armas em revistas em quadrinhos e a prática de venda casada, alertando para os riscos comerciais e psicológicos que isso representava para os jovens leitores.

Fredric Wertham denuncia o uso recorrente de fan service com temática bondage nos quadrinhos, especialmente por meio de imagens de mulheres amarradas em posições sugestivas. Muitas dessas representações encontravam inspiração direta nas revistas pulp, que já traziam ilustrações sensuais de heroínas em perigo, especialmente as chamadas rainhas da selva, como Sheena. Esse estilo visual daria origem ao que mais tarde ficou conhecido como Good girl art, uma vertente estética que explorava a sexualização feminina de forma aberta, tanto nas capas quanto nas histórias, com forte apelo ao público masculino.
Além disso, Wertham argumentava que os quadrinhos românticos apresentavam uma sexualização excessiva das personagens femininas, com ênfase em seios e quadris acentuados para atrair a atenção de leitores adolescentes, especialmente meninos, o que ele via como uma forma de estímulo sexual precoce e inadequado.
Assim como algumas revistas policiais vinham com a inscrição "Somente para Adultos" (o que, segundo Wertham, só aumentava o interesse das crianças), algumas revistas de confissões amorosas traziam alertas como "Não Destinado a Crianças". O psicólogo ainda ironizava o surgimento de novos arquétipos nessas publicações, como o "superamante", comparável aos já estabelecidos super-heróis e personagens exagerados do meio. Para Wertham, estudar esses quadrinhos de confissão era ainda mais penoso do que lidar com os quadrinhos policiais, pois exigia tolerar “toda a pieguice, os falsos sentimentos, a hipocrisia social, a excitação e a mesquinharia” presentes nessas histórias.
Wertham também criticava o ambiente comercial da publicação e venda de quadrinhos, especialmente a presença de anúncios de carabinas de ar comprimido e facas lado a lado com histórias violentas. Ele demonstrava preocupação com a influência que esse tipo de propaganda podia ter sobre jovens leitores. Além disso, Wertham expressava simpatia pelos vendedores que, apesar de não quererem comercializar quadrinhos de terror, eram obrigados a fazê-lo por conta das políticas de “venda casada” dos distribuidores, ou seja, precisavam aceitar todos os títulos enviados por uma editora, independentemente do conteúdo. Para Wertham, até mesmo os quadrinhos de faroeste constituíam uma forma disfarçada de histórias de crime, repletas de brutalidade e violência gráfica, ele observa que a maioria dos chamados faroestes nada mais era do que quadrinhos de crime ambientados no Velho Oeste.
Seduction of the Innocent foi ilustrado com quadros de histórias em quadrinhos usados como evidência, cada um acompanhado de um comentário de Fredric Wertham. A primeira edição continha uma bibliografia listando as editoras de quadrinhos citadas, mas, por medo de processos judiciais, a editora removeu essa página dos exemplares disponíveis, tornando raras as cópias com a bibliografia intacta. Edições completas antigas de Seduction of the Innocent são avidamente colecionadas por bibliófilos e fãs de quadrinhos.
A partir de 1948, Wertham passou a escrever e palestrar amplamente sobre os supostos efeitos prejudiciais da leitura de quadrinhos sobre os jovens. Seduction of the Innocent, portanto, funciona como a expressão culminante de suas ideias sobre os quadrinhos, apresentando exemplos ampliados e argumentos mais contundentes, em vez de material completamente novo. Suas preocupações não se limitavam ao impacto dos quadrinhos nos meninos: ele também demonstrava inquietação com os efeitos que personagens femininas com proporções corporais irreais poderiam causar nas leitoras. O escritor A. David Lewis afirma que a ansiedade de Wertham quanto ao subtexto homossexual percebido entre Batman e Robin estava mais ligada à representação de modelos familiares do que à moralidade da homossexualidade em si. Will Brooker, em Batman Unmasked: Analyzing a Cultural Icon, também aponta que a leitura famosa de Wertham sobre Batman e Robin como um casal homossexual não foi originalmente sua, mas sim sugerida por homens homossexuais entrevistados por ele.

## Repercussão
A fama angariada por Seduction of the Innocent transformou Wertham em celebridade e lhe deu a reputação de perito nesses assuntos, o que levou a que fosse chamado para testemunhar no Subcomitê do Senado que investigava a delinquência juvenil, liderado pelo cruzado anticrime Estes Kefauver. Num longo depoimento diante do comitê, Wertham repetiu seus argumentos escritos no livro e apontou os quadrinhos como a maior causa dos crimes juvenis, ele comparou a indústria de histórias em quadrinhos a Adolf Hitler. A testemunha seguinte a ser ouvida foi o editor da EC, William "Bill" Gaines, indagado sobre os quadrinhos violentos que Wertham havia descrito. O comitê apresentou um relatório final que não culpava os quadrinhos pelos crimes mas recomendava aos empresários do setor que mudassem o conteúdo voluntariamente. Possivelmente tomada como uma ameaça velada de intervenção, fez com que os editores resolvessem aprovar o Comics Code Authority, se autocensurando. O texto aprovado não somente bania as imagens violentas, mas também proibia o uso de várias palavras e conceitos, tais como "terror" e "zumbis", além de determinar que os criminosos fossem sempre punidos. O código acabou com a maioria dos títulos do estilo EC, permanecendo apenas os de super-heróis, bastante "higienizados", que se tornaram o principal gênero das revistas em quadrinhos. Wertham contudo achava que o Código era inadequado como proteção da juventude.

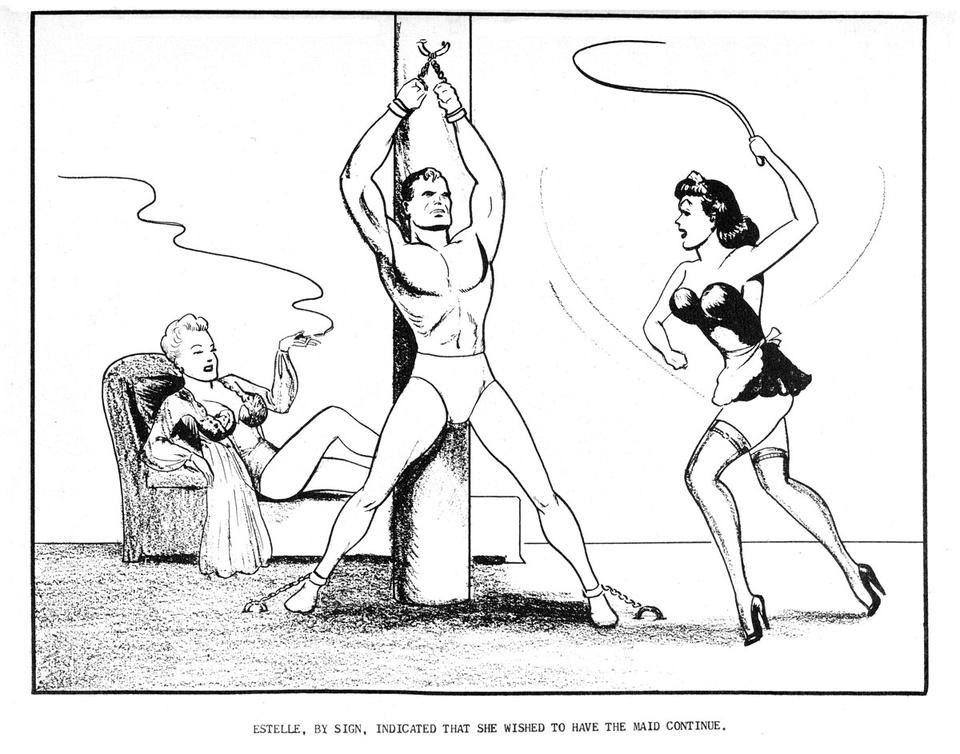
A semelhança entre os personagens masculinos de Nights of Horror e o Superman não passou despercebida, nem mesmo por Fredric Wertham, Nights of Horror também tinha sido desenhada por Joe Shuster, o mesmo artista que criou o Superman ao lado de Jerry Siegel

Na época, Wertham também atuava como perito psiquiátrico nomeado pelo tribunal no julgamento dos Brooklyn Thrill Killers, uma gangue de jovens que aterrorizou pessoas e assassinou dois homens durante o verão de 1954. Wertham afirmou que o comportamento do líder da gangue havia sido causado por quadrinhos, especialmente os de teor pornográfico. O caso contribuiu significativamente para o aumento da indignação pública contra os quadrinhos.
Entre os materiais citados por Fredric Wertham em sua cruzada contra os quadrinhos estava a série Nights of Horror, uma publicação underground de conteúdo erótico e fetichista, ilustrada anonimamente por Joe Shuster, o cocriador do Superman. Wertham usou esse material como evidência em julgamentos relacionados à obscenidade, sem saber que o próprio Shuster era o artista por trás das ilustrações. Nights of Horror foi banida pelo estado de Nova York, e o caso chegou à Suprema Corte dos Estados Unidos, que manteve a proibição em 1957.
Embora o relatório final da Subcomissão do Senado sobre Delinquência Juvenil não tenha culpado os quadrinhos pelo crime, ele recomendou que a indústria de quadrinhos reduzisse seu conteúdo voluntariamente. Os editores então desenvolveram o órgão de autocensura Comics Code Authority.
Em uma entrevista publicada na revista The Comics Journal em 1989, Wertham reafirmou que nunca defendeu a censura, mas sim um controle mais rigoroso do conteúdo das publicações voltadas ao público infanto-juvenil, e em 1970 ele se concentrou o seu interesse sobre os aspectos benignos da subcultura do fandom de quadrinhos e ficção científica; em seu último livro, The World of Fanzines (1974), ele concluiu que fanzines eram "um exercício construtivo e saudável de impulsos criativos".

## Críticas
De acordo com um estudo de 2012 feito por Carol L. Tilley, Wertham "manipulou, exagerou, comprometeu e fabricou evidências" para sustentar as alegações expressas em Seduction of the Innocent. Ele distorceu tanto o tamanho da amostra quanto o conteúdo de sua pesquisa, fazendo parecer mais objetiva e menos anedótica do que realmente era. Ele geralmente não seguia padrões dignos de pesquisa científica, usando em vez disso evidências questionáveis para seu argumento de que os quadrinhos eram um fracasso cultural.
Wertham usou adolescentes da cidade de Nova York de origens problemáticas, com evidência prévia de distúrbios de comportamento, como sua principal população de amostra. Por exemplo, ele usou crianças da Clínica Lafargue para argumentar que os quadrinhos perturbavam os jovens, mas de acordo com o cálculo de um membro da equipe, setenta por cento das crianças com menos de dezesseis anos na clínica tinham diagnósticos de problemas comportamentais. Ele também usou crianças com distúrbios psiquiátricos mais graves, que exigiam hospitalização no Bellevue Hospital Center, no Kings County Hospital Center ou no Queens General Hospital.
Declarações dos sujeitos de Wertham às vezes eram alteradas, combinadas ou extraídas de forma a serem enganosas. Experiências pessoais relevantes às vezes não eram mencionadas. Por exemplo, ao argumentar que os quadrinhos do Batman aprovavam a homossexualidade por causa da relação entre Batman e seu ajudante Robin, há evidências de que Wertham combinou declarações de dois sujeitos em uma só, e não mencionou que os dois sujeitos estavam em um relacionamento homossexual há anos. Ele não informou os leitores que um sujeito havia sido recentemente sodomizado. Apesar de os sujeitos notarem especificamente uma preferência ou maior relevância de outros quadrinhos, ele deu mais peso à leitura de Batman. Wertham também apresentou como histórias de primeira mão relatos que ele só poderia ter ouvido por meio de colegas.
Suas descrições do conteúdo dos quadrinhos às vezes eram enganosas, seja por exagero ou omissão. Ele menciona um “homem sem cabeça” em uma edição do Capitão Marvel, enquanto o quadrinho apenas mostra o rosto do Capitão Marvel borrifado com uma poção de invisibilidade, e não uma figura decapitada. Ele exagerou o relato de uma garota de 13 anos sobre furtar em uma história em quadrinhos de “às vezes” para “frequentemente”. Ele comparou o Besouro Azul para um pesadelo kafkiano, deixando de mencionar que o Besouro Azul é um homem e não, de facto, um inseto.

## Em outros países
Embora tenha sido a própria indústria de quadrinhos dos EUA que impôs a autocensura na forma do Comics Code Authority, a França já havia aprovado a Loi du 16 juillet 1949 sur les publications destinées à la jeunesse (Lei de 16 de julho de 1949 sobre Publicações Destinadas à Juventude) em resposta ao influxo pós-libertação de quadrinhos americanos. Em 1969, a lei ainda foi invocada para proibir a revista em quadrinhos Fantask,  que apresentava versões traduzidas de histórias da Marvel Comics após sete edições. A agência governamental encarregada de fazer cumprir a lei, especialmente nos anos 1950 e na primeira metade dos anos 1960, era chamada de Commission de surveillance et de contrôle des publications destinées à l'enfance et à l'adolescence (Comissão de Vigilância e Controle das Publicações Destinadas à Infância e à Adolescência). Após os levantes sociais de maio de 1968 na França, importantes artistas de quadrinhos, incluindo Jean Giraud, organizaram uma revolta nos escritórios editoriais da revista Pilote, exigindo e, por fim, recebendo mais liberdade criativa do editor-chefe René Goscinny.
A Alemanha Ocidental, a partir de 1954, teve o Bundesprüfstelle für jugendgefährdende Medien (Departamento Federal para Mídia Prejudicial à Juventude), uma agência governamental destinada a eliminar publicações, incluindo quadrinhos, consideradas prejudiciais para os jovens alemães. Essa agência surgiu devido à lei “Gesetz über die Verbreitung jugendgefährdender Schriften” aprovada em 9 de junho de 1953, que por sua vez resultava da cláusula “disposições para a proteção dos jovens” do Artigo 5 da constituição alemã, que regulamenta a liberdade de expressão. A indústria de quadrinhos alemã instituiu, em 1955, o Freiwillige Selbstkontrolle für Serienbilder (Autocontrole Voluntário para História em Quadrinhos).
O ministro da Educação holandês Theo Rutten, do Partido Popular Católico, publicou uma carta na edição de 25 de outubro de 1948 do jornal Het Parool diretamente dirigida a instituições educacionais e órgãos governamentais locais, defendendo a proibição dos quadrinhos. Ele afirmou: “Esses livretos, que contêm uma série de ilustrações com texto complementar, são geralmente sensacionalistas, sem qualquer outro valor. Não é possível agir contra os impressores, editores ou distribuidores desses romances, nem pode ser feito algo ao não disponibilizar papel para eles, pois o papel necessário está disponível no mercado livre”. Foram feitas exceções para um pequeno número de produções de quadrinhos “saudáveis” do estúdio Toonder, que incluíam a tira literária Tom Poes.

## Cultura popular
Will Eisner na revista The Spirit lançou uma história (provavelmente escrita por seu assistente Jules Feiffer) que parodiava a histeria anti-quadrinhos. Escrita e ilustrada no estilo da EC, tendo como narrador um professor acadêmico, mencionado de passagem como o professor de psiquiatra Dr Wolfgang Worry que conduz uma "queima semanal de livros".
A editora de quadrinhos Dynamite Entertainment (The Lone Ranger, The Shadow, Conan) adotou o título Seduction of the Innocent para uma série de quadrinhos policiais, começando em 2015.
O romance policial de Max Allan Collins, Seduction of the Innocent (junho de 2013), o terceiro livro em sua série Jack & Maggie Starr, é um mistério de assassinato ambientado ao redor de uma versão ficcional da cruzada de Fredric Wertham contra os quadrinhos

## No Brasil
Embora o livro Seduction of the Innocent não tenha sido completamente publicado no Brasil por muitos anos, por muitos anos, ensaios e trechos condensados da obra circularam no país em diferentes momentos.
Em 1948, o Diário de Notícias publicou o artigo “As histórias em quadrinhos... Muito divertido!”, uma tradução de “The Comics... Very Funny!”, texto originalmente publicado na revista Saturday Review of Literature. Esse artigo já apresentava ao público brasileiro parte das críticas de Wertham à influência dos quadrinhos sobre o comportamento infantil.
A edição brasileira da revista Seleções, em setembro de 1957, publicou uma versão condensada de Seduction of the Innocent, seguindo a linha editorial de sínteses características da publicação.
Entre o final de 1958 e o início de 1959, a revista Mundo Melhor publicou uma síntese de alguns capítulos da obra nas edições nº 9, 10 e 11. Essas matérias incluíram, inclusive, reproduções de algumas das imagens originais do livro, reforçando o tom crítico de Wertham às publicações em quadrinhos da época.
Somente em dezembro de 2024 foi lançada uma campanha de financiamento coletivo  para a publicação integral de Seduction of the Innocent no Brasil. A iniciativa, promovida pela Editora Noir de Gonçalo Junior, autor de A Guerra dos Gibis: a Formação do Mercado Editorial Brasileiro e a Censura aos Quadrinhos, 1933-1964 (2004), por meio da plataforma Catarse, resultou na primeira tradução completa do livro em português. A edição contará com tradução de tradução de Nobu Chinen e notas do psiquiatra e tradutor de quadrinhos Jotapê Martins.